# Salvadora angustifolia
Salvadora angustifolia är en tvåhjärtbladig växtart som beskrevs av William Bertram Turrill. Salvadora angustifolia ingår i släktet Salvadora och familjen Salvadoraceae. Inga underarter finns listade i Catalogue of Life.